# John Radford Young
John Radford Young (Southwark, 1799 - Peckham, 1885) fue un matemático británico (Reino Unido), profesor y autor, que era casi totalmente autodidacta. Nació de padres humildes en Londres. A temprana edad entró en contacto con Olintho Gilbert Gregory , quien percibe su habilidad matemática y le ayudó en sus estudios. En 1823, mientras trabajaba en un establecimiento privado para sordos, publicó un Tratado elemental de álgebra con una dedicación a Gregory. Este tratado fue seguido por una serie de obras elementales, en el que, siguiendo los pasos de Robert Woodhouse , joven familiarizado estudiantes de inglés con métodos continentales de análisis matemático .
En 1833, fue nombrado profesor de matemáticas en la universidad de Belfast. Cuando Colegio de la Reina, Belfast , inaugurado en 1849, el partido presbiteriano en el control no impidió reelección de Young como profesor en el nuevo establecimiento. A partir de entonces se dedicó de forma más completa al estudio de análisis matemático, e hizo varios descubrimientos originales.
En 1847, se publicó en las Transacciones de la Sociedad Filosófica de Cambridge un documento "en el principio de continuidad en referencia a ciertos resultados de los análisis", y, en 1848, en las Actas de la Real Academia de Irlanda un documento "con una extensión de un teorema de Euler". Ya en 1844, que había descubierto y publicado una prueba de Newton regla para determinar el número de raíces imaginarias en una ecuación. En 1866, completó su prueba, publicación en la revista Philosophical una demostración de un principio que en su trabajo anterior había asumido como un axioma. En 1868, contribuyó a las Actas de la Real Academia Irlandesa una memoria "en las raíces imaginarias de las ecuaciones numéricas".
Joven murió en Peckham el 5 de marzo de 1885. Estaba casado y tuvo al menos dos hijos y cuatro hijas.

## Trabajos
- Un Tratado elemental de álgebra. 1823, 1832, 1834.
- Elementos de Geometría. 1827.
- Elementos de Geometría Analítica. 1830.
- Un ensayo elemental en el cálculo de logaritmos. 1830.
- Los elementos del cálculo diferencial. 1831.
- Los elementos de cálculo integral. 1831.
- Los elementos de la mecánica, comprendiendo estática y la dinámica. 1832.
- Elementos de Plano y trigonometría esférica. 1833.
- La teoría y la solución de ecuaciones algebraicas. 1843 (primera edición: 1835).
- Disertaciones matemáticas para el uso de los estudiantes. en el análisis moderno 1841.
- En los Principios Generales de Análisis. Parte I: El análisis de ecuaciones numéricas 1850.
- Un tratado de Introducción a la Medición. 1850.
- Una introducción al álgebra ya la solución de las ecuaciones numéricas. 1851.
- Tratado de Aritmética rudimentaria. 1858, 1882.
- Un curso compendioso de Matemáticas. 1855.
- La teoría y la práctica de la navegación y la astronomía náutica de. 1856, 1882.
- La cosmogonía mosaica no “adversa a la ciencia moderna. 1861.
- Ciencia explicativo de la Escritura y no antagónica a la misma. 1863.
- El escepticismo moderno consideración en relación con la ciencia moderna. 1865.

### Conexión con
- Mathematical analysis (‘El análisis matemático’).
- Peckham.
- Robert Woodhouse.

### Libros en línea (de John Radford Young)
- Un tratado elemental sobre álgebra, teórico y práctico (libro en línea).
- Los elementos de la geometría analítica (libro en línea).

- Datos: Q4534508